# الحراك النسائي (2018)

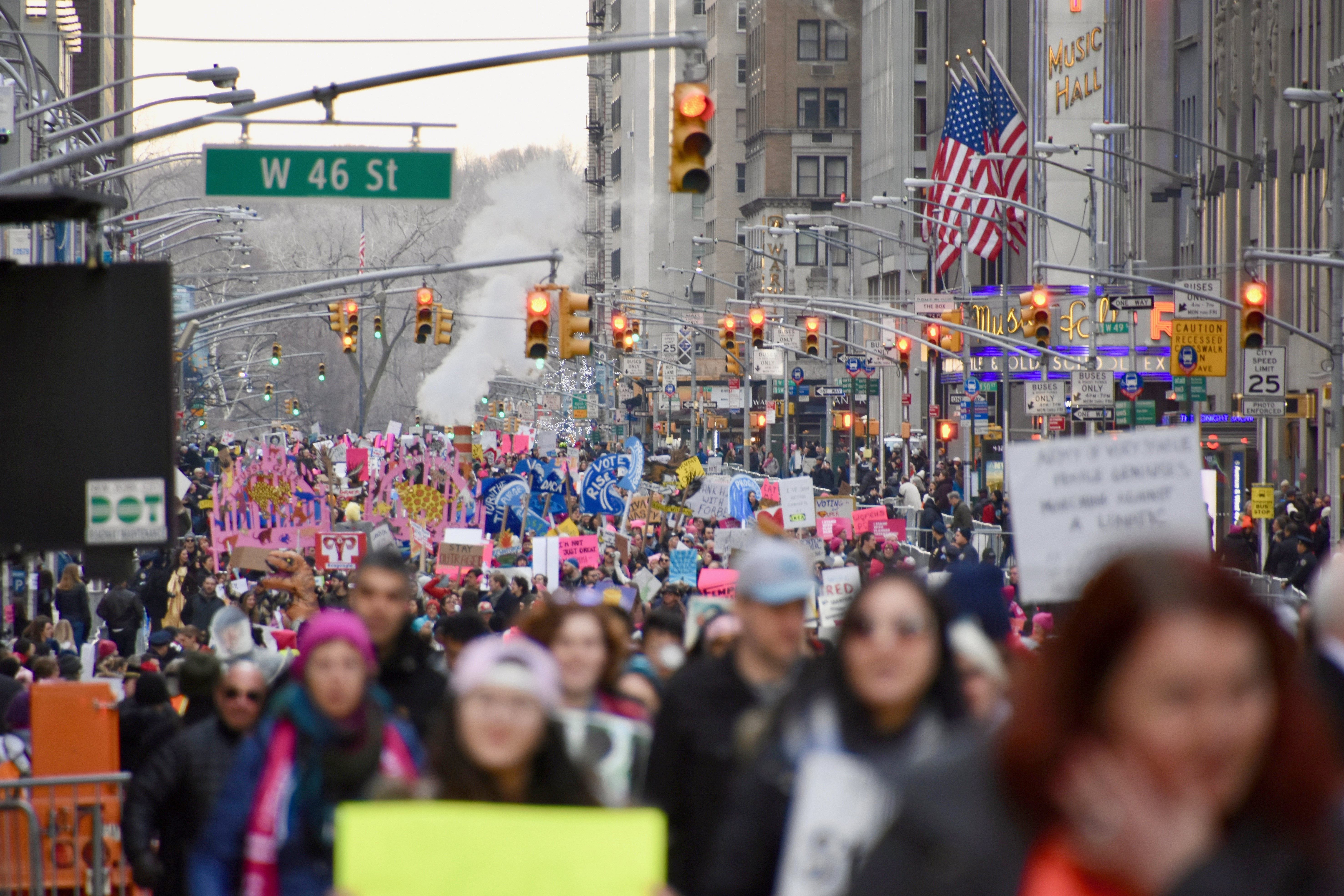
2018 مسيرة نسائية في مدينة نيويورك

الحراك النسائي عام 2018 كانَت مسيرة النساء في عام 2018 مسيرة احتجاجية مزدهرة وقعت في 20 يناير 2018 في ذكرى الحراك النسائي في عام 2017. ووفقًا لِموقع "The Cut" الإلكتروني، فإنَّ الناس في جميع أنحاء البلاد -والعالم- غَمروا الشوارع بالأمس في المُسابقة السَنوية الثانِية لِلنساء، بعد مُرور عام على قيام أكثر مِن 4 ملايين شخص في جميع أنحاء العالم بمسيرة في الاحتجاج الافتتاحي". نسقت هذه المسيرة مُظاهرات جَماهيرية جَذبت مَلايين المشاركين في مئات المدن والبلدات والضواحي في الولايات المتحدة. رافق المسيرة مظاهرات شقيقة في كندا والمملكة المتحدة واليابان وإيطاليا وعدة بُلدان أخرى. عُقدت بعض من أكبر المسيرات في الولايات المتحدة في نيويورك، واشنطن، لوس انجلوس، دالاس، فيلادلفيا، شيكاغو، سان فرانسيسكو، وأتلانتا.
بحلول عام 2018، اكتسبت مسيرة النساء في الولايات المتحدة زخماً أكبر، بما في ذلك «قوة استطلاع الرأي»، في الوقت الذي أظهر فيه دونالد ترامب وسياسات إدارته  حول «الهجرة، الرعاية الصحية، الانقسامات العنصرية» وغيرها من القضايا. حملت السلطة رِسالة جَديدة إلى صناديق الاقتراع مَعَ التَّركيز عَلى زيادة مُشاركة الناخبين من خلال التسجيلات الجديدة، وتَشجيع المَزيد مِنَ النساء، باعتبارهن «مُناصرات قويات لحقوق المرأة» للترشح للمناصب. بحلول يناير 2018، أصبحت حركة #MeToo «قوة جاذبة في العديد مِنَ المسيرات». اشتملت مسابقة مسيرة النساء العالمية، تحت شعار «نظرة إلى الوراء، مسيرة إلى الأمام» ما لا يقل عن 38 اجتماعًا حاشدًا في كندا في 20 يناير/كانون الثاني، وبعضها في مدن رئيسية مثل تورنتو وكالجاري، وكان من المقرر تنظيم المزيد من الفعاليات في مسيرة المرأة في 21 يناير 2018 بما في ذلك إطلاق جولة تسجيل الناخبين الوطنية في لاس فيغاس، «دولة معركة رئيسية في انتخابات التجديد النصفي للكونجرس عام 2018». جرت المسيرة في اليوم التالي تعطيل الحكومة الفيدرالية الأمريكية 2018 عندما لم يتمكن أعضاء مجلس الشيوخ من الوصول إلى «حل وسط بشأن مشروع قانون الإنفاق قصير الأجل أو اقتراح للهجرة». قال الرئيس ترامب إنه كان «يومًا مثاليًا لجميع النساء في المسيرة».

## مواضيع
في الولايات المتحدة، الهيئة التنظيمية الرئيسية هي مسيرة النساء في الولايات المتحدة التي تشمل موضوعاتها «القوة لصناديق الاقتراع».

### القوة لصناديق الاقتراع
في 21 كانون الثاني/ يناير، تم تنظيم مسيرة حاشدة باسم -القوة لصناديق الاقتراع- مع الآلاف من المشاركين في لاس فيغاس، مما سلط الضوء على الجولة الوطنية لتسجيل الناخبين للحصول على مليون ناخب جديد مسجل. تزايد التأييد لمزيد من المرشحات المتقدمات كمدافعات قوية عن حقوق المرأة في جميع مستويات الحكومة. تعتبر حالات التأرجح في انتخابات التجديد النصفي لعام 2018، مثل نيفادا التي تعتبر ولاية قتال، أحد الأهداف الرئيسية.
منذ انتخاب ترامب، العديد من السياسات نُظر إليها على أنها ضارَّة للنساء، كان هناك "زيادة غير مسبوقة في المرشحات للمرشحات لأول مرة، وأغلبهم ديمقراطيات، يتقدمن للمكاتب الكبيرة والصغيرة، من مجلس الشيوخ الأمريكي والمجالس التشريعية للولايات إلى مجالس المدارس المحلية في ولاية فرجينيا وحدها كانت الانتخابات التشريعية في الولاية 11 من 15 ديمقراطيًا تم انتخابهم حديثًا من النساء. فازت كاترين كورتيز ماستو بانتخابات مجلس الشيوخ الأمريكي في ولاية نيفادا، وهي أول امرأة تمثّل ولاية نيفادا وأول لاتينية تخدمها. ومن المقرر تنظيم المزيد من الأحداث في 21 يناير 2018 بما في ذلك إطلاق جولة تسجيل الناخبين الوطنية في لاس فيغاس، ولاية نيفادا، "دولة معركة رئيسية«في انتخابات منتصف الفصل 2018»، من بين قضايا أخرى، وحادثة إطلاق نار لاس فيغاس ستريب 2017، «أعنف إطلاق نار جماعي في تاريخ الولايات المتحدة الحديث».

### قبعات
في مسيرة النساء عام 2018، قام بعض المنظمين بإحباط الناس من ارتداء القبعات لأنهم يعتقدون أن «القبعات وردية اللون لأنها مسيئة إلى النساء المتحولين جنسيًا والناس الذين ليس لديهم الأعضاء التناسلية الأنثوية النموذجية وإلى النساء الملونات». في الواقع يشير الاسم إلى تشابه الزوايا العليا للقبعات مع آذان القط، وهو مسرحية على تصريحات ترامب التي تم الإبلاغ عنها على نطاق واسع في عام 2005؛ حيث لم تكن القبعات قط تمثيلات للأعضاء التناسلية.

## مشاركة
وقعت حوالي 250 مسيرة ومظاهرات وأعمال تحت المظلة «عطلة نهاية الأسبوع للنساء» كجزء من ذكرى مسيرة النساء 2017 تم تنظيم الأحداث في الولايات المتحدة تحت عنوان «السلطة لاستطلاع الرأي» ويتم تنظيم الأحداث الدولية من قبل منظمة مسيرة المرأة العالمية تحت عنوان «انظر إلى الخلف، المسيرة إلى الامام».

### مدينة نيويورك
تظاهر أكثر من 200 ألف شخص في المظاهرة وفقًا لإحصاء رسمي للعُمدة بيل دي بلازيو. ومن المتحدثين فيها آشلي بينيت.

### واشنطن
في واشنطن، تجمع الآلاف من الناس في مسبح نصب لنكولن التذكاري. وكان من بين المتحدثين رئيسة مجلس النواب نانسي بيلوسي وزعيمة الحزب الديمقراطي في نيويورك كيرستن جيليبراند.

### لوس أنجلوس
يقدر عمدة لوس أنجلوس آريك غارسيتي أن 600,000 مسيرة في لوس انجلوس، كاليفورنيا. بعض النساء هتفوا، "¡Sí، se puede!" أو «نعم، يمكننا ذلك!» 

### شيكاغو
يقدر أن الآلاف من الناس ساروا في شيكاغو. ومن بين المتحدثين المتبرع بالديمقراطية توم ستير.

### فيلادلفيا
حضر الآلاف هذه المسيرة. لم تصرح المدينة عن رقم رسمي، لكن المنظمين قدروا بشكل غير رسمي أن الحشد أكبر من خمسين ألفًا، وهو العدد الذي سار في عام 2017.

### سياتل
سار الآلاف من المتظاهرين في سياتل.

### ألاسكا
احتشد سكان ألاسكا للحصول على حقوق متساوية ومسيرة النساء.

### فرجينيا
في ريتشموند «عاصمة كومنولث فرجينيا»، شارك حاكم المنتخب الجديد رالف نامث في مسيرة النساء. كانت الحشود وسط هتافات عندما ارتدى المحافظ قبعة وردية زهرية وعندما ركضت امرأة في منتصف الشارع حاملة علمًا ورديًا بكلمة «مقاومة». تم تنظيم مظاهرات كبيرة أخرى في جميع أنحاء ولاية فرجينيا في مقاومة للرئيس دونالد ترامب.

### روما
يقدر أن الآلاف من الناس ساروا في روما. وشملت المتحدثين آسيا أرجينتو.

### مار أيه لاغو
سار مئات من المتظاهرين خارج مار أيه لاغو، على الرغم من أن الرئيس لم يكن هناك كما هو مخطط له بسبب إغلاق الحكومة.

## ردة الفعل
في يوم المسيرة، كتب الرئيس دونالد ترامب على تويتر «الطقس الجميل في جميع أنحاء بلدنا العظيم، وهو يوم مثالي لجميع النساء في المسيرة. اخرج إلى هناك الآن للاحتفال بالمؤشرات التاريخية والنجاح الاقتصادي غير المسبوق وخلق الثروة التي اتخذت على مدى الإثني عشر شهرًا الأخيرة، فأدنى نسبة بطالة هي في الإناث منذ 18 عامًا!»

## مسيرات الإقالة

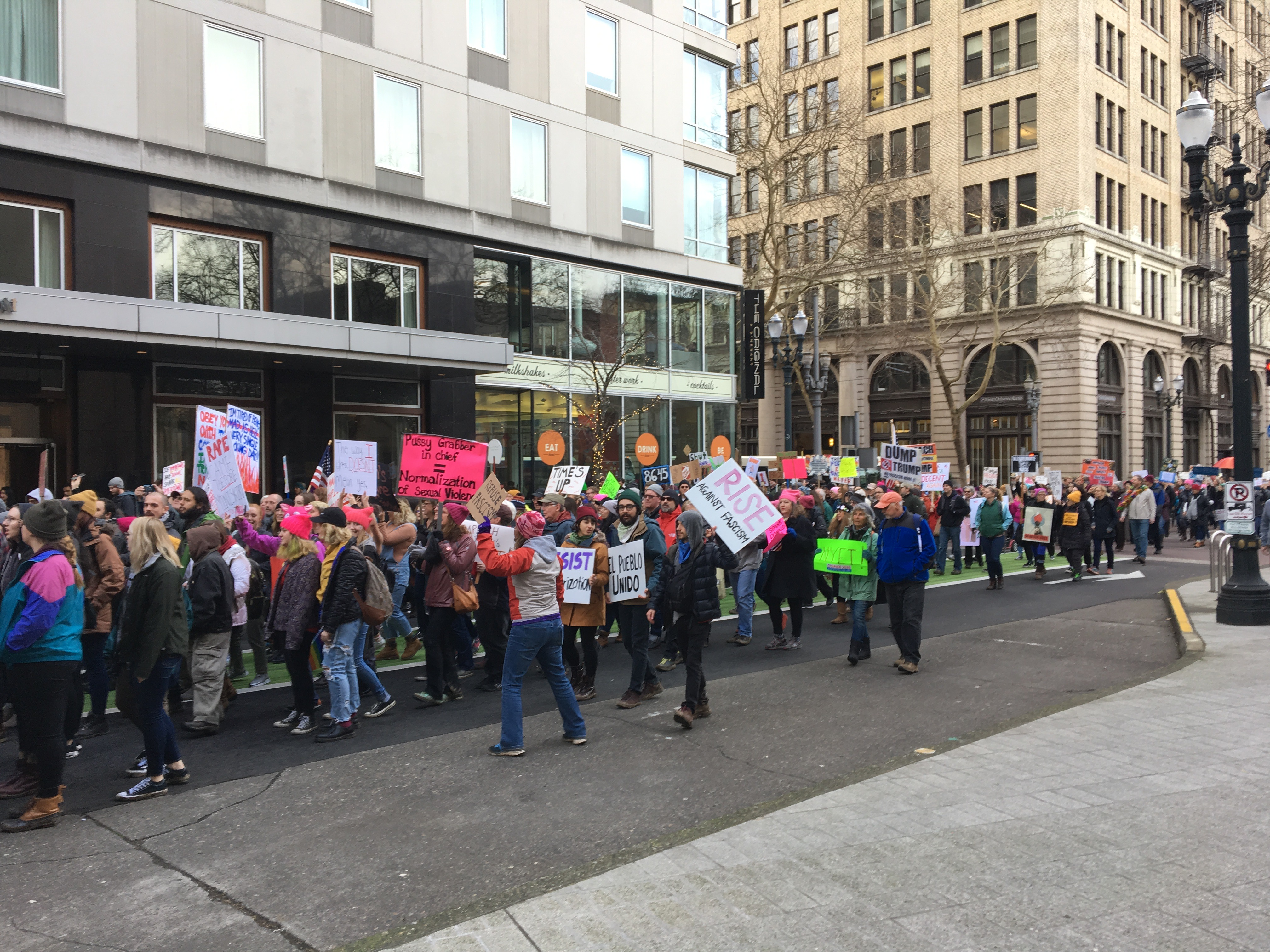
مسيرة الإقالة في بورتلاند

مسيرات الإقالة أو المظاهرات ضد الرئيس دونالد ترامب، عقدت لأول مرة خلال احتفالات الرابع من يوليو في عام 2017، وطلبت من الكونغرس بدء عملية العزل ضد ترامب. وقد تم وصفها بأنها مسيرات شقيقة للمسيرات النسائية، وتم عقدها في مدن مختارة في عام 2018.

## مواقع
عقدت مسيرات 2018 للنساء في العديد من المدن حول العالم منذ 20 يناير 2018.

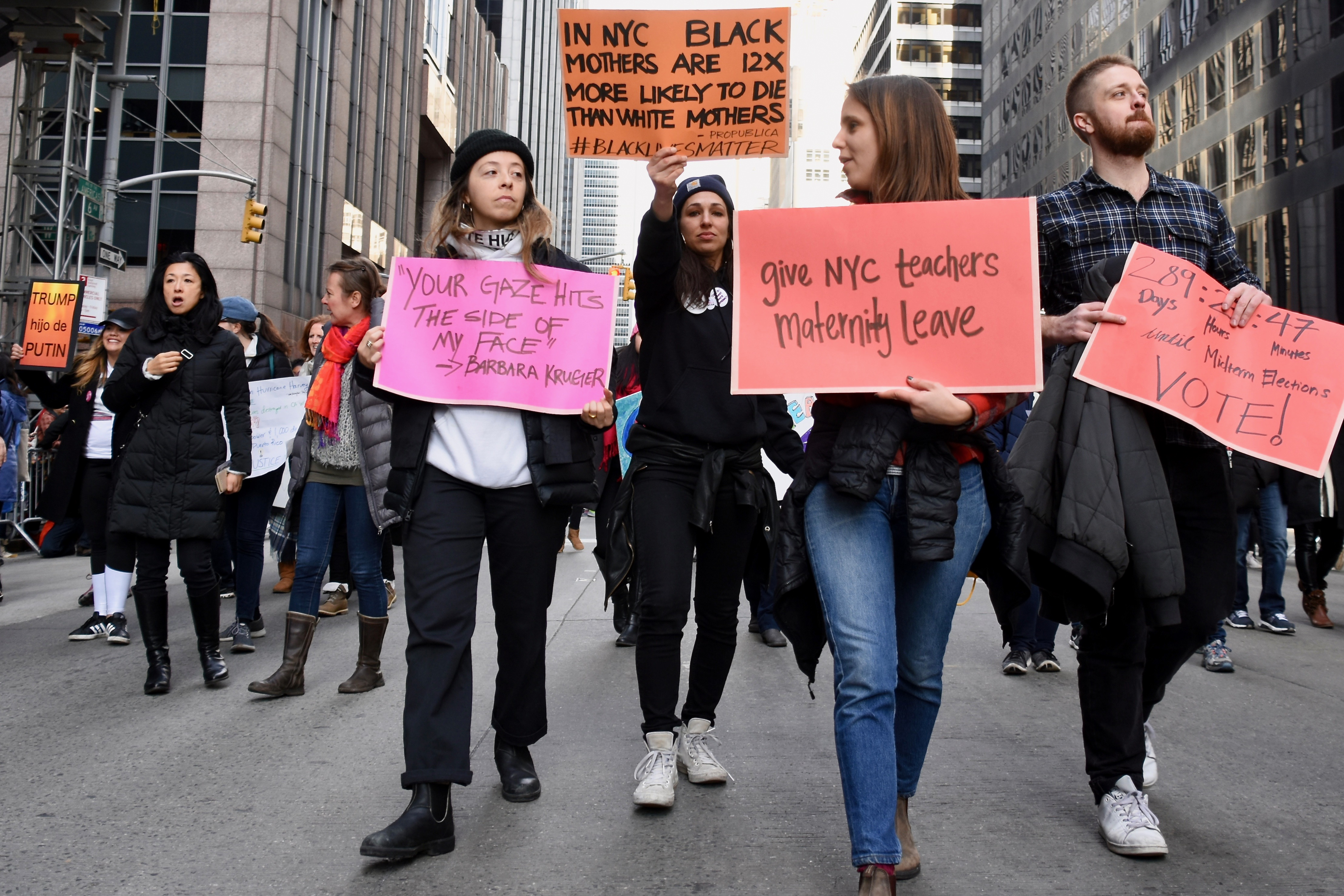
مدينة نيويورك
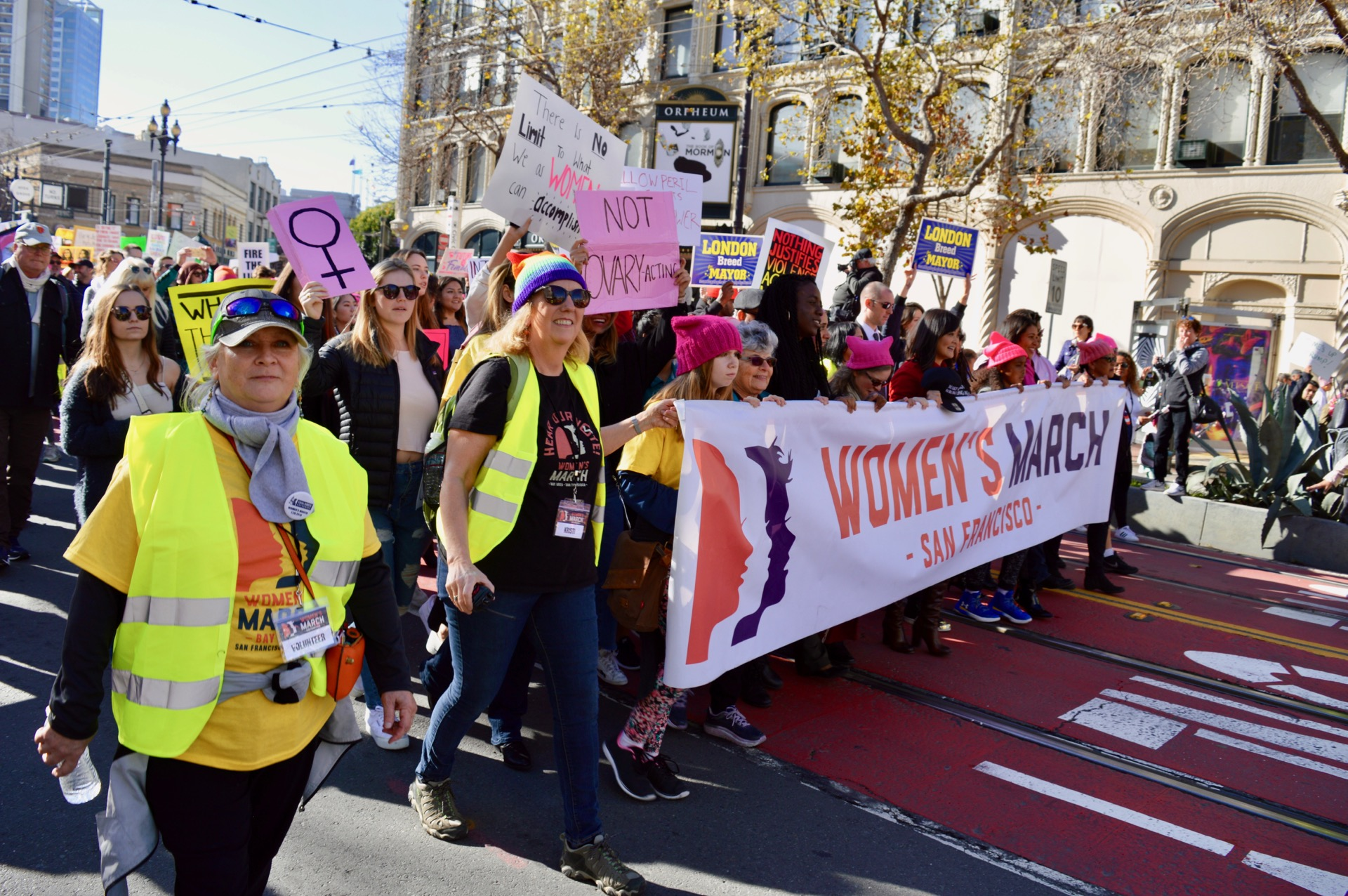
سان فرانسيسكو، كاليفورنيا
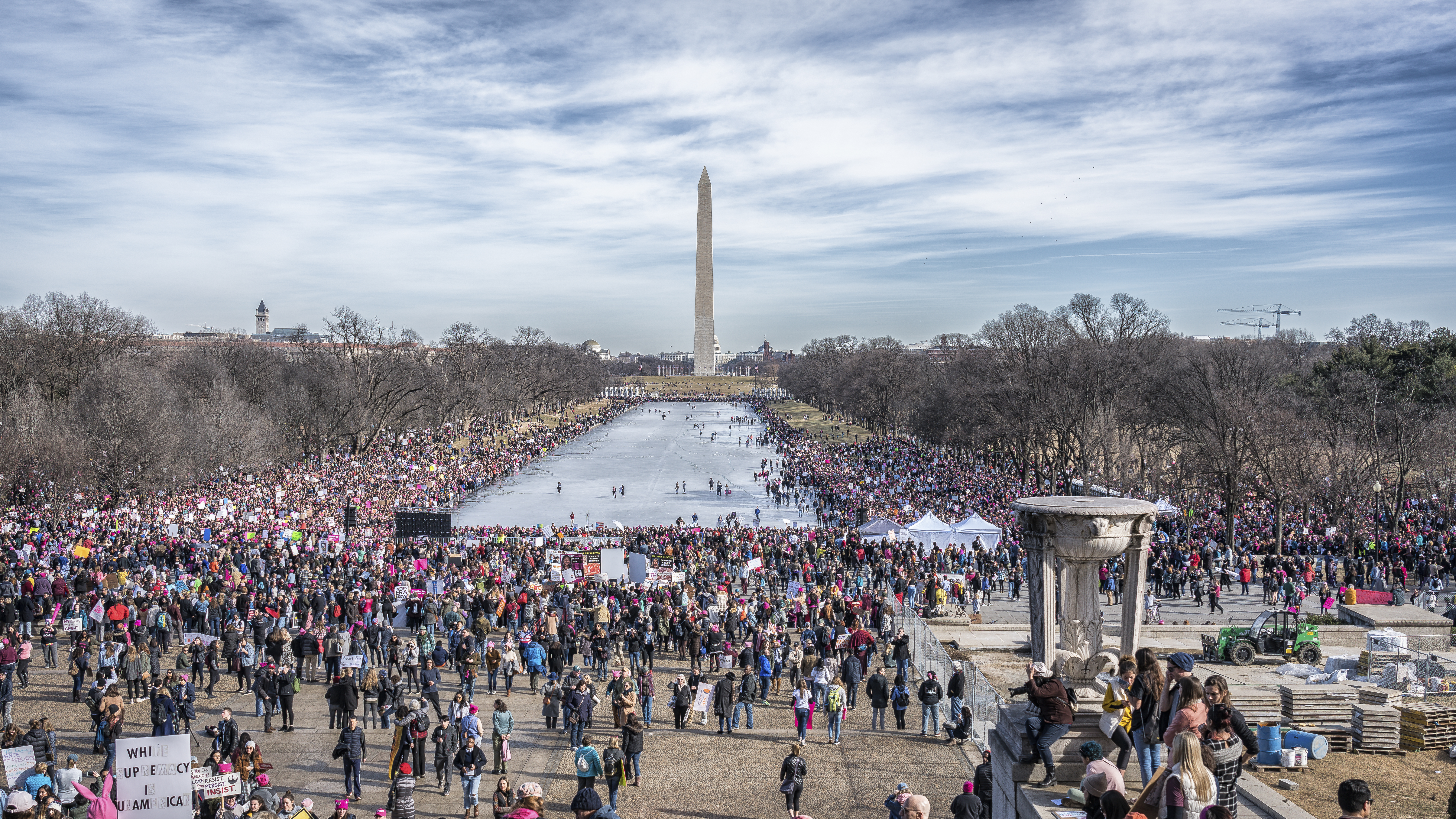
واشنطن
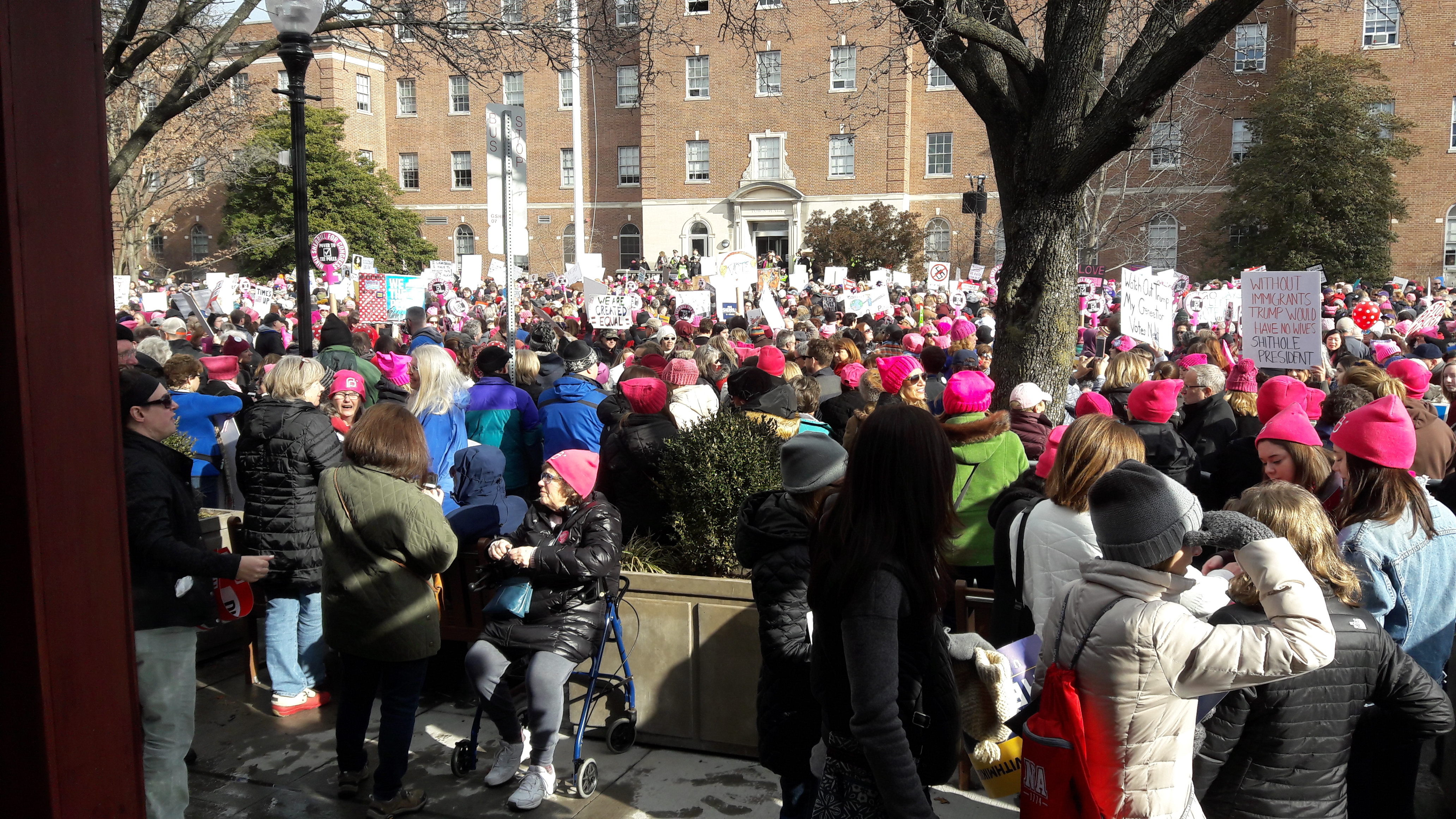
موريستاون (نيوجيرسي)
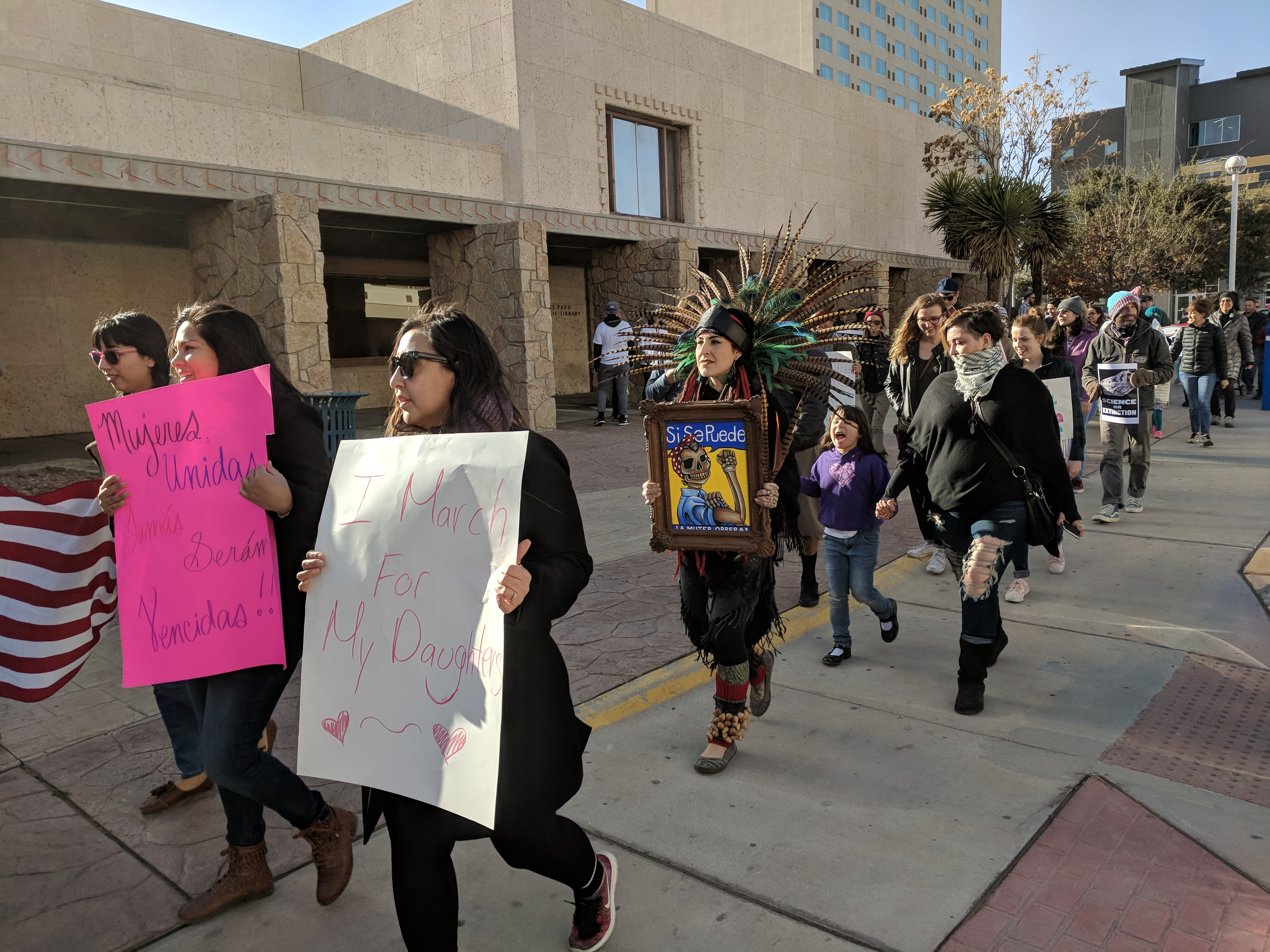
إل باسو (تكساس)
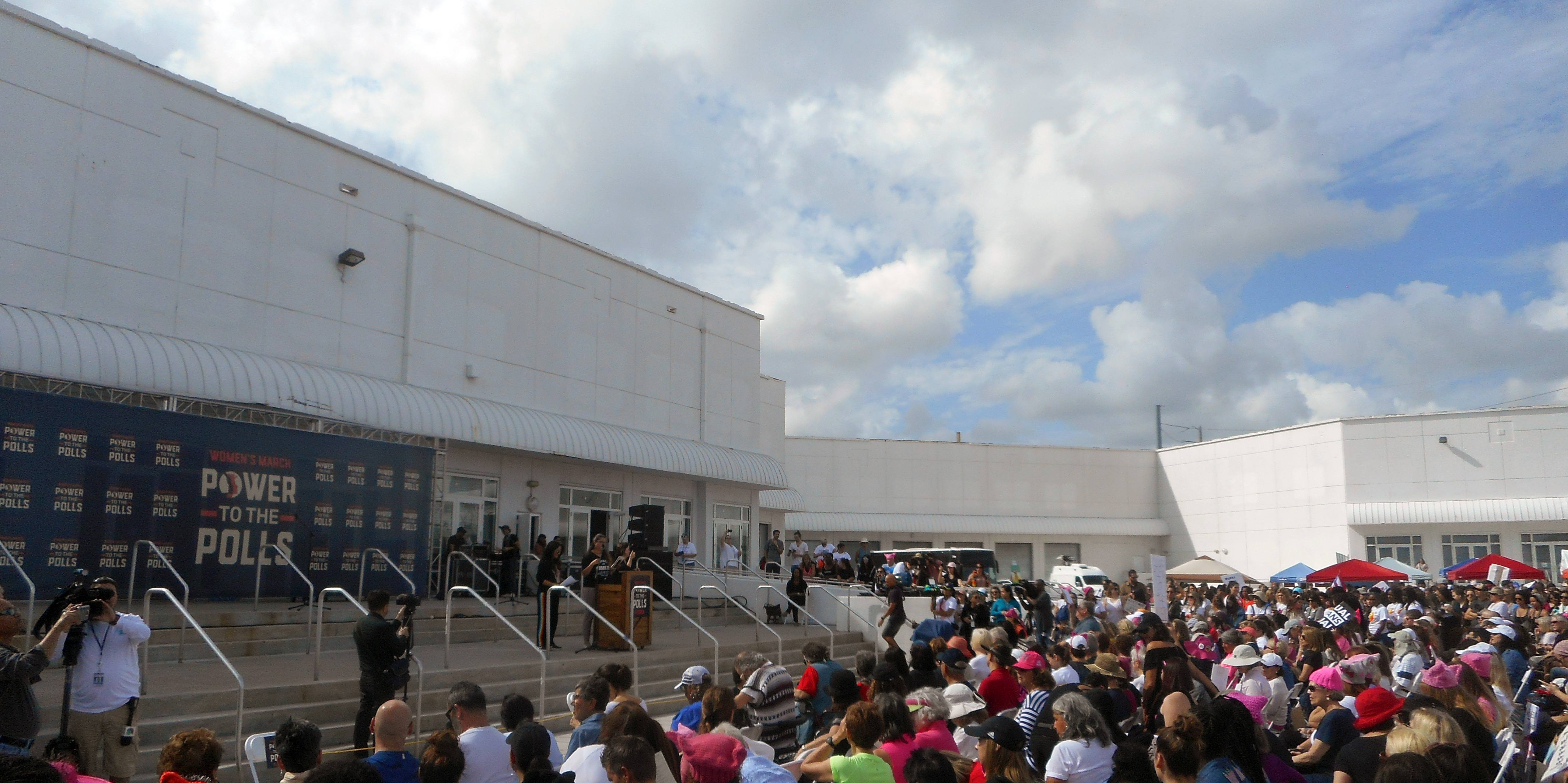
ميامي

## روابط خارجية
- All the Women's Marches that are being planned for 2018, Quartz
- March On the Polls 2018
- Women's March Bay Area
- 2018 Women's March on NYC, Round.nyc
- List of locations and times for Women's Marches in 2018